# Hôtel de Montfaucon
L'Hôtel de Montfaucon ou Hôtel de Galéans-Gadagne, est un bâtiment à Avignon dans le département de Vaucluse.

## Histoire
Bénézet de Ribère, seigneur de Costebelle, possédait le terrain sur lequel a été construit l'hôtel de Caumont. Il s'était réservé une partie du terrain pour construire son hôtel. Les propriétaires des deux terrains s'étaient mis d'accord pour avoir le même architecte pour la construction de leurs hôtels et sur le même alignement côté jardin. Un prix-fait a été donné le 17 novembre 1723 par M. de Costebelle à l'architecte Jean-Baptiste Franque. Cependant, la construction n'a pas suivi ce prix-fait, probablement par manque de fonds. Un quart de siècle plus tard, le duc de Galéans-Gadagne a acquis le terrain de M. de Costebelle. Un prix-fait a été donné le 11 juin 1751 par les entrepreneurs Pierre Mottard et Joseph Marie avec les maçons Claude Soubeyran, Mathieu Aymard et Marc Fabrice.
Les ducs de Gadagne ayant émigré à la Révolution, l'hôtel est confisqué. Il sert alors à recevoir les mobiliers saisis dans les maisons d'émigrés. Pour récupérer l'hôtel de Galéans-Gadagne, Madame de Gadagne, née de Castellane, a divorcé en l'an IX. N'ayant pas d'enfants, elle a fait de son neveu, le comte Louis Joseph Alphonse de Castellane, son héritier. Ce dernier le met en vente. En 1819, il est envisagé de l'acheter pour y loger le préfet. Il est enfin vendu en 1824 au baron Louis Pertuis de Montfaucon, maire d'Avignon de 1826 à 1830. Il est loué partiellement au critique Armand de Pontmartin entre 1833 et 1842. Il est ensuite acheté par Albert Joseph Augustin d'Olivier de Pezet qui a aussi été maire d'Avignon en 1841-1843. Il est acquis par la famille de Dianous de la Perrotine en 1899. Il a abrité l'École supérieure d'art d'Avignon à partir de 1998. L'école a dû déménager en 2013 pour permettre l'extension de l'espace d'exposition de la collection Lambert dans l'hôtel de Montfaucon accessible à partir de juillet 2015.

## Protection
L'hôtel est inscrit au titre des monuments historiques le 20 novembre 1931.